# الجبهة اللبنانية
الجبهة اللبنانية تحالف عدة أحزاب وشخصيات يمينية لبنانية، تأسس سنة 1976 في بداية الحرب الأهلية اللبنانية لمواجهة الحركة الوطنية اللبنانية ومنظمة التحرير الفلسطينية. ومن بين مقترحاتها اقامة نظام فيدرالي، ولقبت بالجبهة الانعزالية من طرف خصومها. ترأس الجبهة الرئيس الأسبق كميل شمعون زعيم حزب الوطنيين الأحرار.

## فصائلها
ضمّت الجبهة:
- حزب الكتائب
- نمور الأحرار
- حراس الأرز
- التنظيم (لبنان)

## تفكّكها
رغم إن مكوّنات الجبهة بدت أكثر تجانسًا من الحركة الوطنية، إلا إنها عرفت هي الأخرى خلافات أدّت واحدة منها إلى انفصال فرنجية سنة 1978، بعيد اغتيال نجله «طوني فرنجية» على يد مليشيا القوات اللبنانية التي كان يرأسها بشير الجميل، وهي الجناح العسكري لحزب الكتائب.
عسكريًا قامت الجبهة بتشكيل القوات اللبنانية بعد المعارك الأولى لتكون جناحها العسكري تحت قيادة بشير الجميّل. فقدت الجبهة الكثير من دورها في منتصف الثمانينات بفقدانها السيطرة الفعلية على القوات اللبنانية. وبوفاة أعضائها أو استقالتهم شكلت سنه 1988 جبهة أخرى سميت الجبهة اللبنانية الجديدة بقيادة داني شمعون، واتخذت الجبهة الجديدة موقفًا مؤيدًا لقائد الجيش العماد ميشال عون، لكنها ما لبثت أن حُلّت هي الأخرى مع اغتيال داني سنة 1990.